# Šaševa
Šaševa is een plaats in de gemeente Glina in de Kroatische provincie Sisak-Moslavina. De plaats telt 47 inwoners (2001).